# Kalimba Edwards
Kalimba Edwards (Pensacola, 26 dicembre 1979) è un giocatore di football americano statunitense.

## Nella NFL
Scelto al draft dai Detroit Lions, nella stagione 2002 ha giocato 16 partite di cui 4 da titolare facendo 36 tackle di cui 28 da solo. Ha anche fatto 6,5 sack e 4 deviazioni difensive.
Nella stagione 2003 ha giocato 15 partite facendo 16 tackle di cui 15 da solo. Ha anche fatto 2 sack e 3 deviazioni difensive.
Nella stagione 2004 ha giocato 16 partite facendo 22 tackle di cui 18 da solo. Ha fatto anche 4,5 sack.
Nella stagione 2005 ha giocato 16 partite di cui 2 da titolare facendo 32 tackle di cui 25 da solo, inoltre ha anche fatto 7 sack e 2 deviazioni difensive.
Nella stagione 2006 ha giocato 16 partite di cui 10 da titolare facendo 37 tackle di cui 25 da solo. Ha anche fatto 3 sack e una deviazione difensiva.
Nella stagione 2007 ha giocato 8 partite di cui 6 da titolare facendo 17 tackle di cui 13 da solo. Ha anche fatto 3 sack e forzato 2 fumble, poi il 13 marzo viene svincolato.
Il 28 marzo 2008 è passato agli Oakland Raiders firmando un contratto di 2 anni per 5 milioni di dollari. È stato il 2º defensive end di sinistra della squadra, ha giocato 14 partite di cui 11 da titolare facendo 48 tackle di cui 41 da solo, 5 sack e un fumble forzato.
Il 20 febbraio 2009 è stato svincolato dai Raiders.